# Parque Nacional Watarrka
O Parque Nacional Watarrka é um parque nacional australiano e uma área protegida no Território do Norte. O parque está localizado a 1.316 quilômetros ao sul da capital do território, Darwin e 323 quilômetros a sudoeste de Alice Springs.